# Semjon L. Frank

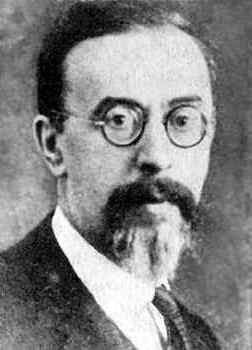
Semjon Frank

Semjon Ljudvigovitj Frank (rysk stavning: Франк, Семён Людвигович), född januari 1877, död 10 december 1950, var en rysk religionsfilosof.

## Privatliv
Semjon L. Frank föddes i Moskva. Hans far var militärläkare och intellektuell. Semen växte upp i Nizjnij Novgorod. Ursprungligen jude, konverterade han dock 1912 till den ryskortodoxa kyrkan. Han utvisades från Sovjetunionen 1922. Han hamnade då i Tyskland, varför en del av hans skrifter är skrivna på tyska. 1930 flyttade han dock till Frankrike och 15 år senare till England. 1950 dog han i London. En av hans brorsöner, Ilja Michajlovitj Frank, fick nobelpris 1958 i fysik.

## Filosofi
Mycket av filosofin handlar om metafysik och kunskapsfilosofi. Marxismen var dock mycket betydande i hans yngre år, han kritiserade Marx från ett nära nog reformistiskt perspektiv och skrev texter om värdeteori. När han sedan studerade på universitet kom han att arbeta med kunskapsfilosofi. Han skrev en avhandling om ontologiska villkor för möjligheten till intuition som direkt uppfattning av verkligheten, och därmed följande implikationer för intuitionism. Religionsfilosofin var en form av kristen liberal platonism. Han påverkades särskilt av Nicolaus Cusanus och Vladimir Solovjov.
Han menar bland annat att det inte går att göra en radikal skillnad mellan jaget och medvetandet. Han kritiserade den subjektiva idealismen. Kunskap måste sättas i social kontext. Han föregick Paul Tillich i hans gudsteori.